# コボルト

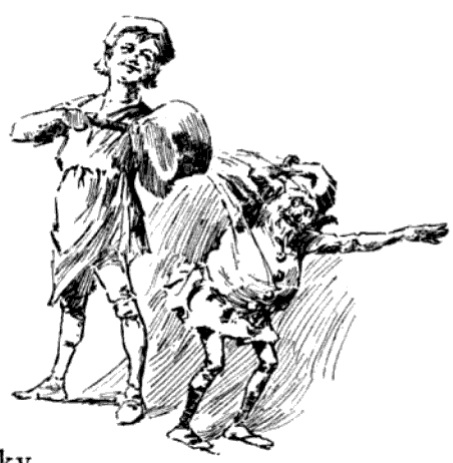
ヒルデスハイムのコボルト―ウィリアム・A・マッカロー William A. McCullough (挿画)。『Nymphs, Nixies and Naiads』（1895年）

コボルトまたはコーボルト（ドイツ語: kobold; 異綴り： kobolt, kobold, kobolde）は、ドイツの民間伝承の家神か家の精〔ハウスガイスト〕の総称。
「小帽子」（ヒュートヒェン、グリム『ドイツ伝説集』（第74話））などが含まれる。目に見えなかったり、小さな人間や子供、他の動物、火柱のような形態などで現れるとされる。最初、騒音をだし、つぎに言葉をかけ始めるとこから始まる展開もある。厨房の整理や家畜の世話などを行ってくれるが、牛乳などをお供えする決まりがあり、機嫌を損ねたり敵対すると報復し、例によっては殺人にもおよぶ。
他にもコボルトの亜種にヒンツェルマン、ヒメッケン（Chimmeken）、ニスプーク、ドラク、シュラート等々があり、異表記も数多い。ポルターガイスト的なポッペレ、ブッツ、クロップファー（「トントンさん」）も包括される。また、特定都市のハインツェルメンヒェンやペーターメンヒェンも含まれる。

## 概説
ドイツ、デンマーク、オーストリア、スイスで言い伝えられている精霊である。ドイツ各地については（ § 亜種の地図を参照）。
家の精として、かれらは家事を代行したりするが、悪戯好きでもあり、また、扱い次第では仕返しもされる。供物として台所に毎晩、ミルク（とパン）などを置いておかなければいけない言い伝えがある。最初は見えざる騒がしい精霊（ポルタ―ガイスト）だったのが、やがて喋りだし、用事や悪戯をなすようになるなど、その存在や人格がだんだんと鮮明になるパターンもある（ヒンツェルマン参照）。
家の精の報復譚は、年代も古い。家精ヒュートヒェン（低地ドイツ語形はヘーデケン、「小帽子」の意。）が、ヒルデスハイム司教の城館}にとりついた話は、古くは1500年頃の書物にみられ、1130年頃の時代背景とする （再話はグリム『ドイツ伝説集』第74話）。その精霊は、厨房の小僧に汚水をひっかけられた（右上図参照）腹いせに、少年のバラバラ死体を鍋の湯に残していった。同じように、メクレンブルク城のヒメッケン（Chimmeken）が1327年、供物のミルクを盗み飲んだ小僧を八つ裂きにした逸話を、史家のトーマス・カンツォヴ（1542年没）が伝える。
いわゆる「多形状の」ヒンツェルマンの話（抄本グリム『ドイツ伝説集』第75話）は、家の精霊のお決まりで、台所の整頓などをおこなうが、二つ名の通り、多様な変身をするのが特徴である。フーデミューレン（北中部、ニーデルザクセン州）の館の家人に見えざる姿で話しかけたり、厨房の整理などの雑務をこなすが、馬車で逃げ出した主人に羽毛となって密かについてきたり、祓おうとすると貂、蛇で現れる場面がある。
似た名前のハインツライン（Heinzlein）を宗教家のマルティン・ルターが殺された子供の精霊として『卓上語録』でもちいている。この一群のコボルト名（ハインツ、ハインツェル、ハインツヒェン、ハインツェルマン、ヒンツェルマン等）は、ハインリヒという人名の短縮形である。ただし、ヒンツェルマンの名は、それより深い意味があり、「猫の姿」をしていることの言及だと解説されており、「ヒンツ、ヒンツェ」が猫の定番名だと指摘されている。また、ヒンツェルマンと、特にケルン市のお手伝い精霊として著名なハインツェルメンヒェンは、容姿的にも性格的にも明確に区別すべきとされる。
他にも家の精が人名の短縮形で呼ばれる例があり、上述のヒメッケンは、ヒムケ（Chimkeと同じで、ヨアヒムの短縮形、ヴォルトケン（Woltken）もヴァルテルの短縮形である。

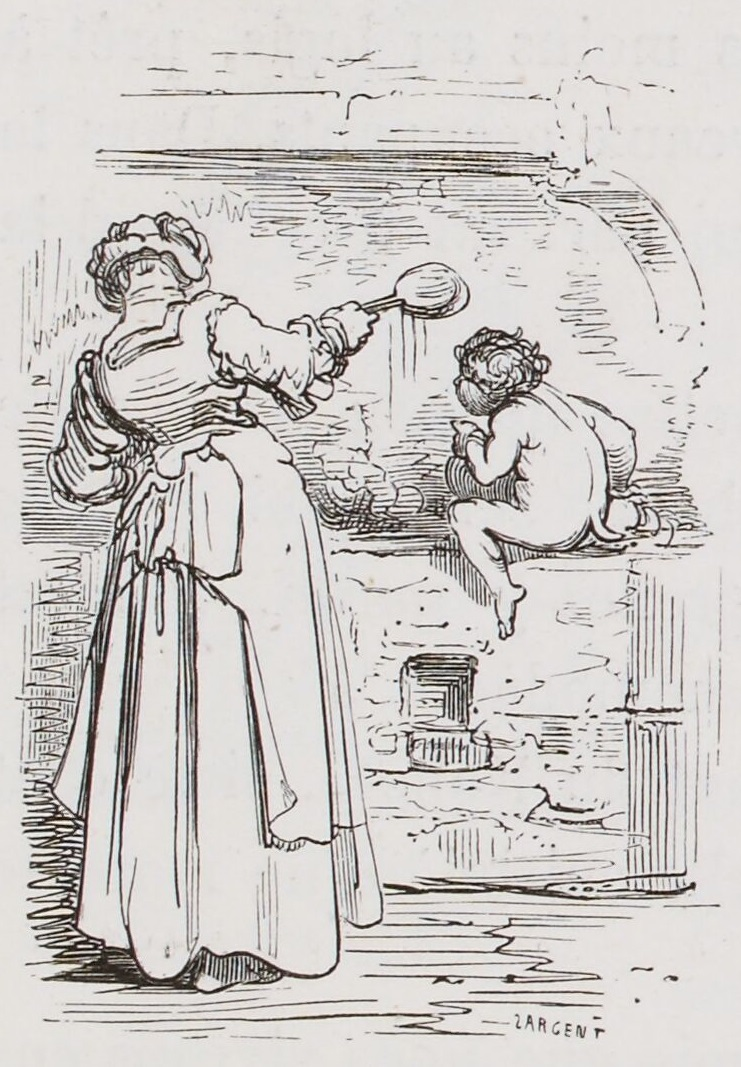
ヒム（Chim）という呼称のコボルトが台所女中を手伝う―ギュスターヴ・ドレ（画）、 Saintine 編『Mythologie du Rhin』（1862年）より

正体は子供の姿とされることが多い。さらには、コボルトは洗礼を受けずに死んだ子供のなれの果てだという伝承もある。そした殺された子の、ナイフの刺さった姿で現れることもあるという。19世紀にもフォーグトラントあたりでもそういう言い伝えは残っていた（ § 子供の霊が正体を参照）。グリム兄弟の『ドイツ伝説集』の「コボルト」でも、綺麗な上着の子供の姿で目撃されるという伝承を収めているが、ヤコプ・グリムの『ドイツ神話学』のまとめでは、これと相反して赤毛と赤いあごひげが特徴だとしている。ただし、なんら例を挙げていない。後年の解説者は、ペーターメンヒェンが長くて白いあごひげをたくわえた城館のコボルトの霊として挙げている。船のコボルトともいわれるクラバウターマンは、燃えるような赤い頭髪と白ひげだとする、と話者の談にある。
追い祓うのは困難とされる。だが、衣服の贈り物をもらうと、その家から退散しなければならない決まりが課せられていると、いくつかの種類のコボルトについて伝わっている。
ヤーコプ・グリム著『ドイツ神話学』の概説として、コボルトは赤いとんがり帽をかぶる傾向があるとするが、これは他国の家の精、例えばノルウェーのニッセにも共通した特徴であるとしている。ドイツ北部や北東部でも家の精霊ニス（Nis, Niss, Niß）やプーク（puk、英国のパックと同源語）がおり、とんがり赤帽子をかぶるとされる。ニスプークといって、ふたつを繋げ合わせたような呼称もつかわれる。北部ではドラク（drak）という名もあり、宙に浮く火柱のような姿をみせることがあるとされる。
コボルトの語源だが、今では定説となった語源説によれば、"kob/kof" '家/室' + "walt" '力、権力者' から成るとされる。ただ、古ドイツ語形の実例はなく、*kuba-walda、*kobwalt、*kofewaltが再構されている。古例があればよいのだが、最古の13世紀頃の例では、"Kobold"は木彫り（ツゲ細工）か蝋細工の人形のことで、冗談まじりに用いられているにすぎない。すなわち、この頃にはすでに、家神を祀った偶像として真摯に崇拝対象だったものではなく、余興的な飾り物に成り下がっていたのだろう、と考察されている。
コボルトの古形では実例がないが、アングロ=サクソン語で近い語形の cofgodu「家神」、古高ドイツ語のhûsing, herdgota（「家神」、「竈神」）などが、語彙集ではラテン語でペナーテース（家神、竈神）と語釈されており、祀られた家神の習俗がうかがえる。
シュラート系統では、中高ドイツ語の説話「シュレーテルと水熊」は純正なコボルト（家精）の型をなすとされる。この類話は各地にあるが、家霊の名がすり替わったりもする。すなわち、シュラート系の語は、かつてドイツの広範囲で森の精や家霊の意味で流通していたと思われるが、残っても「夢魔」の意に転義したりして、「家霊」の義で残るのは、近代では南東ドイツや、オーストリア、チェコなど近接のスラブ語圏に限定されるようになった。
シュラートは、森の精霊とも家の精霊とも地方によって伝わる、いわば分類をまたぐ精霊名である。バイエルン北部やオーストリアあたりにこれを家霊とみなす地域色が濃い。
クロプファー（klopfer）は、音出しコボルトの名の典型として残されるが、グリムが音にちなむ家の精霊だとしたポッペレ（poppele）やブッツは、人形系の名称にも再分類される。
元素「コバルト」は、16世紀の鉱夫が「コベルト鉱」などと呼んだ鉱石に由来するが、鉱山の精霊にちなむ鉱石名だともされるので、コボルトのことであるとの解説が見られるが、厳密はその鉱山の精は「コベル」や「山のこびと（ベルクメンライン）」であり、これをノームの分類として解説する傾向が近年はみられる。
クラバウターマンは船に宿る精霊だが、コボルトの一種に数える向きもある。

## 語釈と起源

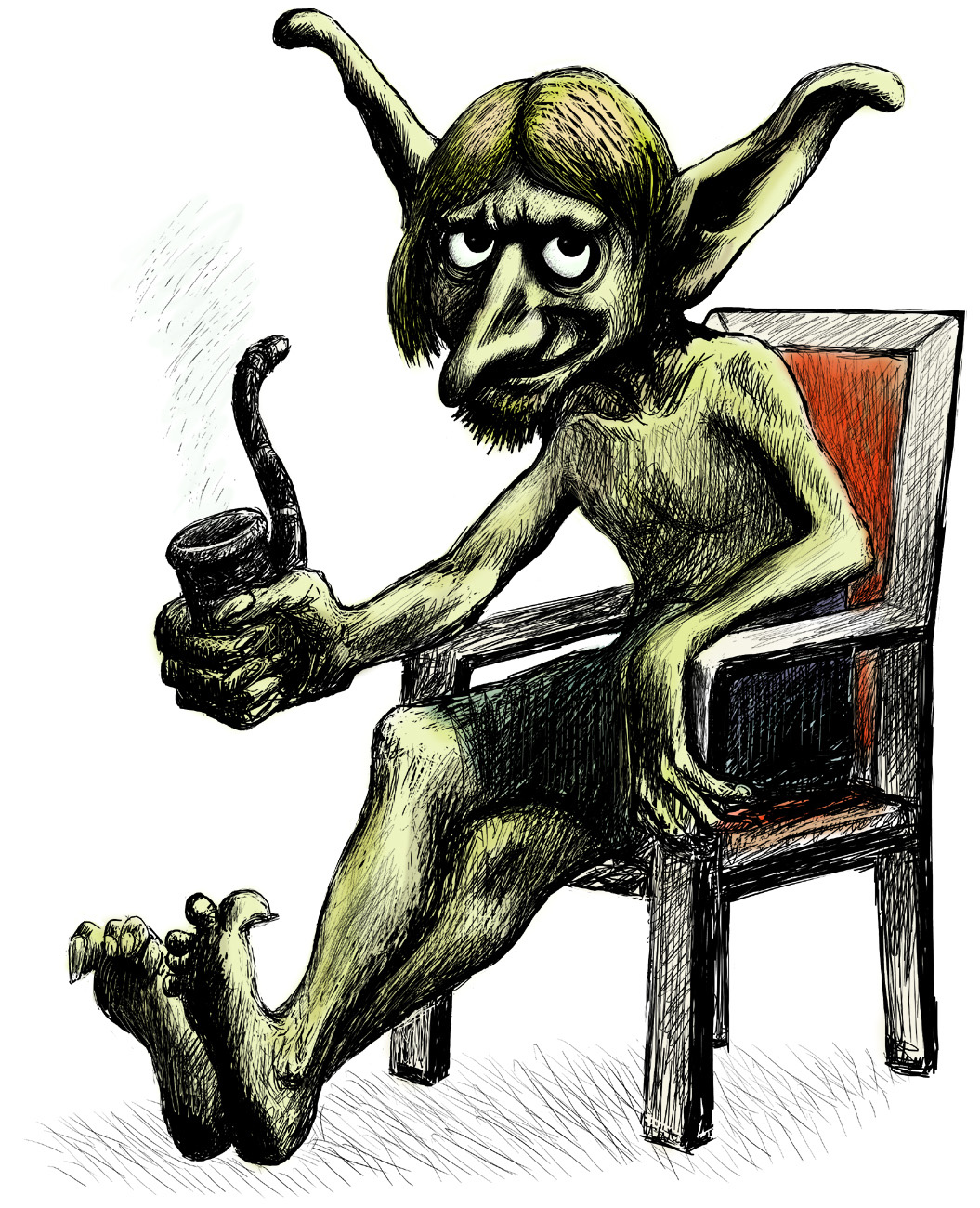
パイプを吹かすコボルト。

コーボルト、（独: Kobold )、コボルド(英: kobold, cobold）とも表記する。コボルトはドイツ語で邪な精霊を意味し、英語ではしばしばゴブリンと訳される。アンナ・フランクリンは、コボルデ(Kobolde)を挙げる。
コバルト(Kobalt)や、コーベル(Kobel)、コベルト(Kobelt)という呼称（キャロル・ローズ）は、鉱山の精霊の名称である（ § 鉱山の精霊との習合参照）。
コボルトとは、周知の「家の精」であり、「家の神」や「竈神」に由来する、とグリム辞書に見える。
だが中高ドイツ語のkóbolt, kobóltの定義は、「木や蝋製のフィギュア、妖精的な家霊（をかたどったもの）」だとされている。

### 総称としてのコボルト

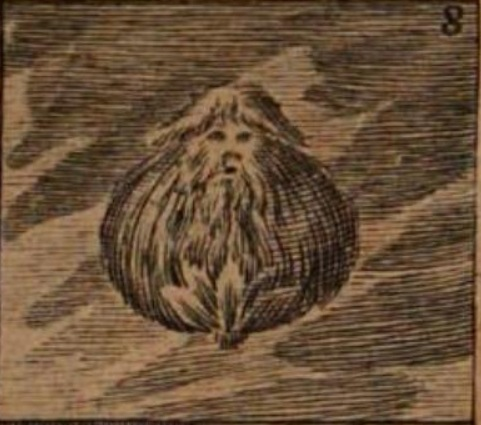
「家男」という家霊、あるいはコボルト、ギュートゲン（gütgen）―大トマス・クロス（1632-1682盛）（刻）、 Praetorius (1668) [1666] 『Anthropodemus Plutonicus』の巻頭挿絵

コボルトを「家霊」の代名詞や総称につかう用例は、グリム以前にも確立していた。例えばエラスムス・フランチスキーの著書（1690年）の「コボルト」の章がそれで、このなかに「小帽子どの」（hütchen; 低地ドイツ語: hödekin）収められている。これはグリム『ドイツ伝説集』第74番「ヒュートヒェン──小帽子どの」や原典のひとつである。
『変幻多彩なヒンツェルマン』の刊行本（匿名編者による初版1701年、第2版1704年）にも、その解説に「コボルト」が総称に使われているものの、フランチスキーの名が随所で挙がっているので、独立資料とはいえない。
他にもプレトリウスが、家の精霊のことを「ハウスマン」やコボルト、他ラテン用語で解説した章を設けている。
シュタイアー Steier（1705年）「コボルト」を「家族の精 Spiritus familiaris」と語釈するのも、総称ととらえたものと見受けられる。

### 用例・類語例
（語彙集など）
コボルトをローマの家神・竈神ラレースやペナーテースに見立てた語彙集（1517年）があるが、そう古いものとはいえない。
じつは、これより古い中世の語彙集となると、「コボルト」を「家霊」（もとい「家神」）と釈義した実例はない。
中高ドイツ語の語彙集では、コボルトを「家霊」でなく「夢魔」と釈義している。
古高ドイツには、「コボルト」の記載はないが、それとは違った名称の「家神」は記録されており、ラテン語で語釈される。すなわちフランク人のカロリング朝ドイツの史家の著作では、家神（古高ドイツ語: hûsing, herdgota）がペナーテースに見立てられる。またアングロ＝サクソンの英国で"cofgodas"（直訳せば「家神」・「室神」）を「ラレース」と語釈した例がある。
中期ドイツ語時代にも 「シュテーテヴァルデン」（stetewalden、 「場所の権力者」の意）という地霊・土地神が、13世紀、修道僧ルドルフ（Frater Rudolfus）の著述にみつかる。 

#### 神話学解釈
神話学解釈の一般論として、「竈や火の崇拝信仰」はやがて「家屋の守護神へと進化する傾向にあり、ギリシアでもその行きつく先はアガトダイモーンだったように、ゲルマンの竈神もコボルトに進化した、とオットー・シュラーダーは所見を述べている。

### コボルト人形
しかしながら、「コボルト」の最古の使用例は、中世盛期の13世紀の中高ドイツ語の各例しか知られず、それより古い用例はないが、未発見か失われたとの感慨をグリムは述べている 。
中高ドイツ語の例は、いずれも木製や蝋製のコボルト人形を、揶揄的にあつかった文例にすぎない。たとえば、コンラート・フォン・ヴュルツブルク作の詩文（1250年より前）では、男をコボルト（ツゲ）細工の人形)よりも価値なしとけなしている。
この中高ドイツ語の例からは、コボルト人形が、すなわち家の精霊をかたどったものだとはにわかに判じ難い。だが、グリム『ドイツ神学』（やカール・ヨーゼフ・ジムロック『ドイツ神話学手引書』、1855年）で説かれるシナリオは、かつて家の精霊の塑像を木彫りや蝋細工で作り家に飾っていた風習があったが、時代とともに家神への信仰心は薄れ、遊興・娯楽的な人形の飾り物に落ちぶれたのだとしている。
(繰り人形)
中世の用例では、コボルトや同義のタートルマン（tatrmann）は、ワイヤー（操り糸）が仕込まれたツゲ材の人形であることが言及されており、マリオネット人形劇としても使われたことがうかがえる。また、往時の旅芸人のジャグラー（ドイツ語: Gaukler）は、コボルト人形をコートから取り出し、顔で滑稽な表情をさせて、観客を湧かせた。
コボルトの伝説や伝承は、"腹話術や、使用人などによるギミック"として説明できる、とトマス・カイトリーは考察する。
コボル人形は、あんぐり大口をあけて笑う仕様になっており、そこから派生した"コボルトのように笑う"という常套句（17世紀）は、'心の底から高らかに笑う'というような意味である。
(でく人形的な悪口)
中世の例では、「コボルト」など木製人形を（日本でいえば「木石・朴念仁」や悪くいえば「でくのぼう」のように）、人物の嘲りのことばとして使うことが多い。
コボルトの亜種の名前の分類では「A 人形名」（コボルトやギューテルなど）、B 愚者名（シュラートなど）がもうけられている（ § 亜種参照）。

### 語源
もしコボルトという語が、古高ドイツ語でみつかるとすれば、「家/室の力」を意味する *kobwalt、 *kuba-walda、*kofewalt,などであろうと、祖語が再構されている。
これは、コボルトが本来より「家霊」だったことを示唆する、いまでは定説の語源説に基づいている。それによれば kobolt は kob '室'と　walt '制者、力、権力'からなる複合語（合わせて「家の権力 hauses walten」の意味）だとしている。
グリム兄弟もこの語源は知ってはいたが、ヤーコプ・グリムの『ドイツ神話学』のかぎりでは異説を推しており（ § グリム支持の語源説参照）、1900年ごろをさかいに、後の語学者が否定する旧説というそしりすら受けている。

#### グリム支持の語源説
グリムは「コボルト」の語源の有力説として、ギリシアで"悪ふざけ者、トリックスター"を意味する「コベロス」（ラテン語形：cobalus；古代ギリシア語: Κόβαλος koba'los）に求めた。そしてこちらの語源説の強い支持者とみなされ、それは"後"の言語学者による「家の権力」語源説に淘汰された、という解説までなされている。語尾の -olt はドイツ語で怪物然のものにつけられる傾向があると説明される。
「コボルト」の語源をギリシア語の「コベロス」としたのはグリムの発案ではなく、ルードヴィッヒ・ヴァハラー（1737年）に負うとする。
鉱物の精は正しくは「コベル」であるが、しょせん家霊「コボルト」と同語（異形どおし）であろうとグリム辞書はみていた（詳細は、 § 鉱山の精霊との習合に後述）。

#### 鉱山の精霊との習合
鉱物の精の名称が正しくは「コベル」（kobel）であり、そのように16世紀のドイツ語鉱夫は呼んでいたことは当時の鉱山関係者アグリコラの『地下の生体について De animatibus subterraneis』（初版1549年）に述べられる。厳密には、ラテン語本文では、「ドイツ語でもギリシアと同じ「コバロス」(cobalos)と呼ぶ」、と述べており、欄外にラテン語複数形の「コベリ」（cobeli）という表記があり、別冊または後年刊行された合本付属の語彙集にドイツ語形の「コベル」（kobel）が記載されるのである。
グリム『ドイツ神話学では』では、このラテン語＝ドイツ語の語彙集を引用しているので「コベル」が正しい語だとは、むろん知っていた。
だがグリム辞典は、鉱物の精「コベル」と家の精「コボルト」もしょせん同語にすぎない（同根語、もしくは同語の変形）という見解に達した。「コベル」は「コボルト」の類語（Nebenform）であり、その指小形である、とも述べている。また、コバルトという鉱物の名も、「コボルト」のしわざでできた（当時は利用できない金属）という伝承にもとづくとしている。
この鉱山の精の名称「コベル」は、「コボルト」に置き換えてよいという取り扱いが、後々にも影響を与えており、「コボルト」は（本来の）「家の霊」のみならず「鉱山の精」でもあるという（線引き消しした）解説も著者それぞれによっておこなわれてきている（ § 純文学、 § ゲームおよびファンタジーも参照）。この点、言語学者パウル・クレッチュマーは、「コボルト」と「山のこびと（ベルクメンライン）」などの名の「鉱山の精霊」との習合がおき、コボルトは家にも鉱山にもいる精霊のように認識されるようになってしまった、と説いている（下の § 鉱山からの来訪を参照）。

#### 鉱山からの来訪
心霊論者の エマ・ハーディング・ブリテン（1884年）がまとめた当時の精霊に関する体験談に、ふだん鉱山に潜むコボルトが、家に招待すると音で承諾を示すという談がある。その晩、招かれたドイツ人夫婦の家でブリテン女史が一緒に待機していると精霊が訪れた（ポルターガイスト現象が起きた）と報告される。また、ブリテン夫妻は、別件でもいくつかの小さな人間の影が家にあらわれるのも見たという。それは"黒い光沢のある木彫の小さな像"のようであった"という。 また、体験談者は、この後も夫妻で何度か、その山の精霊を見ており"小柄な黒色のこびとで、背丈は2、3フィート。人間であれば心臓部の場所に丸く光り輝く円がある"という。

## 亜種
(ドイツの家霊の別名、地方名)
A.  [人形]　ギューテル Güttel, ポッペレ Poppele

B.  [愚者]　シュレッツェライン Schretzelein

C.  a) [衣服] ヒューデケン Hüdeken b) [獣形]　ヒンツェルマン Hinzelmann, カッツェンヴェイト Kaztenveit

D.  [音出し] クロプファー Klopfer

E.  [人名略]　ヒッメケン Chimmeken  Woltken, Chimken ニスプーク Niß-Puk

G.  [魔]　プーク Puk

H.  [文芸] ハインツェルメンヒェン Heinzelmänchen 
I.  [竜] ドラーク Drak. アルルーン Alrun 

「コボルト」は、「家の精霊」の総称であるので、従来、別の名のある家の精霊もその亜種に分類される。『ドイツ俗信事典』（1927–1942年、再版1987、2000年）の「Kobold」の項での分類法は、名前の由来の種類分けであり、A 人形名称、B 愚者の別称、C 外観（帽子、猫変身） 名称　D 属性名称（音出し、ミルク好き）、 E 人名の愛称（短縮形）、などである。
右図の地図と似たような、ドイツでのコボルトの地方名を示した地図は、2000年刊行の書籍にも発表されている。
グリムの『ドイツ神話学』も、コボルト（家霊）の別名は枚挙のいとまがないほどだと述べているが、追加例にハインツェルマン（Heinzelmann）等を挙げる。
邦訳の事典系では、ローズマリ・E・グィリーのはハインツァ、メンケン　ヴァルターと呼ばれるものが、C・ローズはキメケン（ドイツ発音はヒメケン、Chimeken)、ハインツェ（Heinze）、ヒンツェルマン(Hinzermann)、ゴルドマル王（ゴルデマール）、と呼ばれるものもいるとしている（いずれも後述）。

### 人形名称
導入例として、「コボルト」や「タートルマン」（tatrmann）が、中世文学において人形として語られることは既述した（ § コボルト人形）。ただ、これらは『ドイツ俗信事典』の「コボルト」A部類「偶像人形由来の名称」（Namen, die auf Fetischpuppen hinweisen）には挙げられず、まずギューテル（gütel）の例が挙げられている（後述）:20)。
ポッペレ（lang|de|poppele）やブッツ（butz）など（グリムが音出しによるネーミングと位置付けた精霊名、 § ポルターガイスト参照 ）なども人形名称として記載される。ポッペレがドイツ語で人形を意味する Puppe の崩れであろうことは容易に察せる。一方、 Butz には樹木の一部（幹）の意があり、その延長線上で「伸びすぎ」か「小ぶり」、「愚鈍」なども含みがあるので、B部類「愚者名称」にもまたがって分類される（ § 愚者名） 。 ランケは、ブッツには、「木の塊」（Klotz）や「小さな存在」の意をみるが、また、「音出す精霊」の意味も、中高ドイツ語 bôzen （'叩く、打つ'の意）より導き出さるとする。中高ドイツ語の辞書も Butze を「叩く[音だす]」コボルト"、ポルターガイスト、恐ろしい形態としている。グリムは中高ドイツ語の用例では butze はボギーマンや案山子（Popanz und Vogelscheuch）の類であるとしている。よって、このブッツ、ブッツェ（Butz[e]）は、ドイツのボギーマンであるブッツェの側面も呈しているが、なおかつかろうじて家霊でもあり、またはアルプス地域では様々な精霊の総称でもあるという。
東中部ドイツ語方言のギューテル（gütel, güttel）は、「小さな神」の意味で、異形にホイギューテル（heugütel、「藁の小神」）がある。これらは、偶像人形名称に分類される。グリムも知ってはいたが、 ヴィルデマンの節で扱っており、近代の
「ギューテル」（「小神」）とは、中世ドイツ語で「ゲッツェ」（götze、「小神」）と称して「偶像」の意味合いでドイツ英雄譚に登場するそれと同様であると考えていた。このギューテルという呼称は、「鉱山の精」たる「山のこびと（ベルクメンライン）」の異名のひとつでもある、と前述のアグリコラは著述している（ § 鉱山の精霊との習合、ノーム参照）。

#### マンドレイク人形

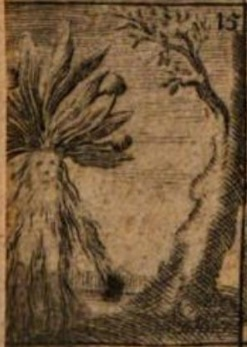
植物人間、アルラウネ（マンドレイク）―大トマス・クロス（1632-1682盛）（刻）、 Praetorius (1668) [1666] 『Anthropodemus Plutonicus』の巻頭挿絵

アルラウネは、ドイツ語で「マンドレイク」（根つきのまま引きぬくと人形にみえるという植物）を指すが、一部地方では、コボルト（家霊）の名称であり、I部類「ドラゴン名称」とされる。ドイツ語では分かりにくいが、ラテン名マンドラゴラの「ドラゴラ」が竜を意味すると解釈されたいきさつがある。
マンドレイクはドイツには原種として自生しないので、「アルラウネ」と呼ばれる根人形、実際にはじっさいにはウリ科ブリオニア属（ドイツ語: Zaunrübe）、リンドウ、キジムシロ属（Blutwurz）などでこしらえられた:316。そういう人形があると精霊によるご利益（富や幸運）があるという話で:319、つまり家憑きの精霊と異なる場合が多い。 幸運の（根製）人形の総称として、グリュックスメンヒェン（Glücksmännchen、「幸運のこびと」）、ガルゲンメンライン（Galgenmännlein、「絞首台の小さい人」の意）、オアラウンレ（Oaraunle）、アーレリュンケン（Allerünken）がある 。ただし、これら根人形の異称が、すべてそのまま現地で家霊の名称でもあったと考えるのは誤りである。
「アルラウネ」を家霊と認識した例は、特定地にみえ、たとえばドイツ北部、ニーダーザクセン州ザターラントの、アルルーネ（alrûne）伝承のコボルト（家霊）がいる 。この名での家霊は、フリースラント地方にもみえるという。さらにはオーストリアのニーダーエスターライヒ州でもアルラウネル（Alraunel）という、シュラーテル（schratel）（Schratel）に類する精霊が知られていた。
ガルゲンメンマン（絞首刑者）ないしガルゲンメンラインは、マンドラゴラが絞首刑者から滴り落ちた精液の場所から生えるという伝承に由来する名である。オーストリア南部の伝承では、シュラーテルをお払い箱にするために与える衣服は、絞首刑者の衣服の端切れでなくてはならない。しかも、夜中に黒い馬に乗り、片手を頬に充てながら切り取らなくてはならないという。

### 愚者名
前述のブッツは、「ウドの大木」や「余り枝」的な別称が込められていることは述べた。シュラートという精霊名も、B部類「愚者名称」分類されている。ただ、シュラートは精霊としての語義範囲がひろく、とくに「家霊」の名で用いられるのは「南東ドイツ」（バイエルン北部のオーバープファルツ地方、フィヒテル山地、フォーグトラント（テューリンゲンにまたがる地域）やオーストリアで、「家霊」の意味で活用される。
シュラートやその異形は、中高ドイツ語でも用例があり、「森魔、コボルト（家霊）」を指すとされる。
うち、「シュレ―テルと水熊」（仮訳題名、Schrätel und wasserbär）という中高ドイツ語の説話は、純正なコボルト（家精）の例だとされる。シュレ―テルは迷惑な家霊で、夜になると農夫の家を支配し、家族を追い出してしまうという。ところが、デンマーク王が北極熊を連れて逗留することになると、現れたシュレ―テルは「大きな猫」と勘違いした熊に挑んで敗北する。熊がしばらくいると知ると退散し除霊がかなう 。当然、原話がスカンジナビア系であると目されており、ノルウェーの類話では北極熊であるが、他の中央ヨーロッパの類話だと別の動物に置き換わることが指摘される。また、シュラートと同根語に古ノルド語/アイスランド語の skratti （'魔術師、巨人'の意）がある。
類話にあげられるのが、ベルネック（バイエルン州オーバーフランケン県のバート・ベルネック・イム・フィヒテルゲビルゲ）の話で、シュレ―テルが「ホルツフロイライン」（holzfräulein「木の淑女」）が粉ひき屋に憑いた話に置き換わっており、「大きな猫」によって退魔させられる。シュラートの異形として、schrezala、schretselein などは、このフィヒテルゲビルゲ（フィヒテル山地）地帯では「コボルト」のたぐいの意味で流通していたようで、オーバーフランケン区では、それらが家や馬小屋にあらわれる伝説が残っていた。また、schrezalaの語形もフォクトラントで確認される。
また、schretzeleinの語形でもオーバーフランケン区（ホーフ市のあたり）で知られ、その他の資料と合わせて上の地図にも記載した。また schretzchen がクレムニッツミューレ（オーバーフランケン区トイシュニッツ市にちかい場所）の家に出現し、畜牛の世話、皿洗い、消火などをおこなってくれたという。ところが家の夫人が、ぼろまといの6歳児のような精霊をみかねて好意で衣服を進呈すると、ありがたるどころか気分を害し、報酬をもらった上は立ち去れなければいけなくなったと騒ぎ立てた。参考まで、Schäfer et al刊行本の地図では、schrägele, schragerln の語形はオーバーフランケン区、schretzeleinはウンターフランケン区に記載される。
オーストリアの シュタイアーマルク州・ケルンテン州でも「シュラート」系の語が「家霊」として流通してきた。
また、「シュラート」と同系の語は、ポーランドでも skrzatが認められ、1500年頃の語彙集で、「家霊」（duchy rodowe）と釈義されており、異形にskrotがある。チェコ語の語形（標準化綴りだと škrat, škrátek, škrítek）は、「コボルト」のほかに「鉱山の精」や「鬼婆（ハッグ）」などの意味もありうる。

### 人の愛称
コボルトの名称には、人間のファーストネームの愛称形（短縮形）のものがいくつかみつかり、たとえばヒムケン（Chimken＜ヨアヒム Joachim）、ヴォルターケン（Wolterken＜ヴァルター Walter）、ニス（Niss<ニールス Nils）である
。
ヒンツ（Hinz）、ハインツ（Heinz）等は、HdAでは「猫名称」のコボルトに分類されている（ § 人形名称およびヒンツェルマン § 名称参照）。
HdAではこれらに連ねらなく列挙にもれるが、ハインツの指小形ハインツライン（Heintzlein, Heinzlein）は、マルティン・ルターが『卓上語録』で語る、女性が殺した我が子の魂の精霊である。これはハインツヒェン（Heinzchen）としてグリム『ドイツ伝説集』第71話「コボルト」に言及されるようである。他にもハインツェ（Heinze）などがあり、ドイツ神話学では他の語形（heinzelman, hinzelman, hinzemännchen）も同系列の精霊名として述べられる 。
ケルン市の家霊（コボルト）ハインツェルメンヒェンも、ハインツの短縮形なのではあるが、これは『ドイツ俗信事典』 HdAでは「コボルト」のH部類 「文学的名称」に分類されており。すなわち、伝説を記録した文献はそう古くなく、エルンスト・ワイデン が1826年に著したケルン市史において、その50年前頃（1780年代頃）までは、町のお手伝いをしていたとされる精霊であるが、この復元的伝説が、周知となったのは、後のアウグスト・コピッシュ（1836年）が創作した詩によるもの、と考察される。ハインツェルメンヒェンとヒンツェルマンは、外見も性質もちがい区別が必要だとされる 。
ヒムケ等（Chimke、異形 Chimken, Chimmeken）はヨアヒムの指小形の、低地ドイツ語版であるが、ポルターガイストのたぐいとして語り継がれる話は、年代が1327年に遡ると、 トマス・カンツォウのポメラニア史（1536年迄）に記述される（ § 供物と報復)を参照）。ヒムゲン（Chimgen, Kurd Chimgen）)、ヒム（Chim）などの異形もみられる。
ヴォルターケン（Wolterken、ヴァルターの愛称形）、ヒムケン（Chimken）およびフースニスケン（hußnißken）などが「ラーレース」 （家神・家霊）と語釈されて、ザムエル・マイガー （1587年）『Panurgia lamiarum』)に記載される。

### 衣装名称
コボルト名には「衣装にまつわる名称」が含まれる。特に、帽子を被ることに言及するヒュートヒェン等（Hütchen, Timpehut, Langhut）などが挙げられ、隠れ蓑を意味する「ヘルケペライン」（Hellekeplein）を名前にもった精霊も含まれる:35) 。また、ヒルデスハイムのヒュートヒェンの低ザクセン語形であるホーデケン（hôdekin、低地ドイツ語: Hödekin）もこの部類に該当するが、フェルト帽（ピレウス帽）を被っているという記述が見える。グリムは、Hopfenhütel, Eisenhütelなども、帽子にちなんだ名称に追加している。

### 獣形名
ヒンツェルマンという名のコボルトは、よく似た名前のハインツェルメンヒェンという家霊（  § ハインツェルメンヒェン）とは完全に区別されることを、まず前置きとして述べておく。そしてハインツェルマン（ハインツエルメンヒェン）は、じつは「ハインリヒ」の短縮形愛称から構成されているところが「ヒンツェルマン」も表面上は「ハインリヒ」の短縮形名称でありながら、「ヒンツェルマン」の名称にはより深い意味があるとされ、その姿や気配が猫のようなことに由来すると考察される。よってC部類「外見名称」の小分類b「獣形名称」に数えられているのである。
その解析はグリムがすでに行っており、「ヒンツェルマン」「ハインツェルマン」（ほかHinzelman, Hinzemännchen、等々）という家の精霊に関しては「猫」の存在を思わせるため、猫の定番名であるヒンツェ等、がつけられているとしている。同じ名前系統の「ヒンツ」「ヒンツェ」は、猫につける定番名ともいうべきで、ライネケ寓話（狐物語のドイツ版）に登場する猫もその名前がついている。ヒンツェルマン系の他にもカーターマン（katermann、Kater はドイツ語で雄猫）という家の精霊も同系の名前とされている。これはターターマン（tatermann）の原型だった可能性もあるとされる。
また、カッツェンヴェイト（katzenveit）という猫らしき名精霊もあり、グリムは「森林の精霊」に分類しているが、コボルト考の説でも紹介しており、HdAでも猫名称的なコボルトの別名として列挙される。グリムによれば、カッツェンヴェイトの名称はフィヒテル山地の地域称としており、ヨハネス・プレトリウスは、フォグトラント地域の呼称とするが、プレトリウスがかつて "Lustigero Wortlibio "の偽名で発表した作品では（1692年）によれば、「キャベツの精霊」であり、ハルツヴァルデ（ハルツ山地のエルビンガーオーデ、現今のオーバーハルツ・アム・ブロッケンに編入）の伝承だとする。
有名なフーデミューレン城のヒンツェルマンの物語は、16世紀の司祭による『変幻多彩なヒンツェルマン』が1704年になって挿画入り刊行本として出版されている。 題名通り、ヒンツェルマンは白い羽、黒い貂、蛇などに変身できる（抄本がグリムの『ドイツ伝説集』所収、 § 動物形態参照）。
コボルトは猫の姿になって現れ、お決まりの供物であるパナード（パンのスープ）を平らげていくと、サンティーヌによるフランス語の書籍には記載される。

### ポルターガイスト
D部類「属性名称」のうち、「ポルターガイスト」（「音出す霊」）の小分類のものがいくつかある。すなわち、クロップファー（klopfer 、「叩き[鳴らす]もの」）、ヘーマーライン（ hämmerlein、「ハンマー」の指小辞） etc.などである。
グリムがポルターガイスト的な（騒音にちなんだ）名称だろうと考察しているたポッペレ（poppele）やブッツ（butz）は、 HdAの分類上は人形名称としたことは上述した。
グリムの説では、ポプハート（pophart）またはポプアート（popart）という音出し精霊や、同系のポッペレ（poppele）等（popel, pöpel, pöplemann, popanz）を、音出しを意味するいくつかの動詞（popern 等）に関連付けている（グリムは厳密には"軽く連続的に叩く"意味だとするが、popeln, boppeln は、普通に"音出し"の意だともされる）
また、ブッツ（butz ）も、グリムやランケが音に関係する名称と考察しているものの、HdAでは「人形名称」の部類に入れられていることは上述した。
グリム童話所収の「ルンペルシュティルツヒェン」の題名の精霊も、、「がたがたの竹馬」と和訳されことからもわかるように（「ルンペル」が「騒音」、「シュティルト」が「竹馬」、～ヒェンは指小辞）、名前からして「ポルターガイスト」の類であり、グリムも騒音を出すポルターガイスト系のコボルトとして解説している。ただ、HdAの「コボルト」の項にはみえず、ポルターガイスト部類にも記載されない。

### ミルク好き
D部類「属性名称」のうち、「ミルク好き」の小分類におかれる家の精霊名称もある。コボルトの好物がボウルに入れたミルクということにちなみ、ナップハンス（napfhans、「鉢のハンス」の意、英語ならばさしずめ"Potjack"）という名でも知られ、スイスでもベックリ（beckli、「ミルク桶」）の名の家の精霊がいるという（ § 供物と報復参照）。

### ハインツェルメンヒェン

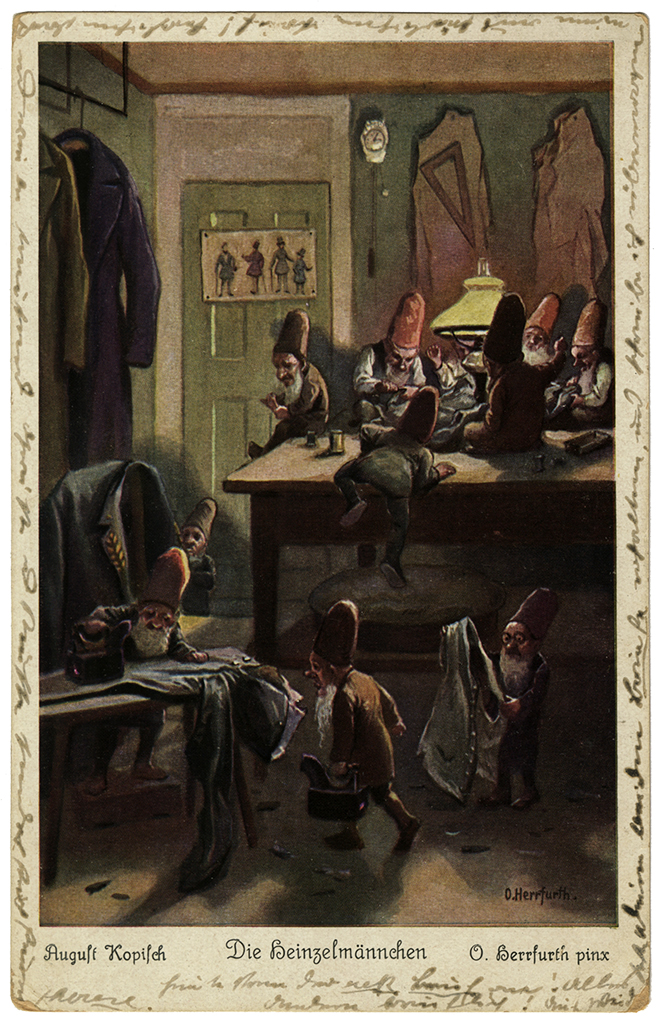
ハインツェルメンヒェン —オスカー・ヘルフルト（画）、はがき（1926年以前の作）

ケルン市のお手伝い妖精ハインツェルメンヒェンは、短躯の裸の男たちの姿なのだと原典（1826年）には記載されていた。家の精霊の典型と同じく、パンの焼成や洗濯などの家事を手伝うとされる。そして実際には人間の眼に触れることはない。18世紀末、市内のパン屋は、使用人を雇わずとも夜の間にこの妖精がパンを作ってくれたのだという。 だが、妖精の支援にあずかる店たちは、見たいという好奇心を必ずしも抑えられなかった。ついに仕立て屋の妻が、床に豆をぶちまけて転倒させて、その姿を拝見しようと画策した。そうしたことで、ハインツェルメンヒェンたちはケルンの店から軒並みいなくなってしまった（1780年頃のことである）
ハインツェルメンヒェンは、いちおうコボルトの亜種とされるが、「H 文芸的名称」の部類にいれられており、創作童話の扱いであることが分かる。この分類はアウグスト・コーピッシュの詩（バラッド）によって世に広められたことが判断材料になっている。

### その他
「K その他の名称」部類には、修道僧を意味する「メンヒ」（mönch）や:74、ヘルドマンル（herdmannl）、シュラッカーゲルル（schrackagerl）等が挙げられる。「メンヒ」伝承は、ザクセンからバイエルンにかけて幅広くみられるとされる。
ゴルデマールは、ドワーフの王であるが、人間の王であるネーフェリンク（Neveling）のハーデンシュタイン城に3年間、入り浸ったという説話があり、コボルトの話として解説される。
ドイツ語の文化圏外の家の精霊については、  § 類型を参照。

## 特徴

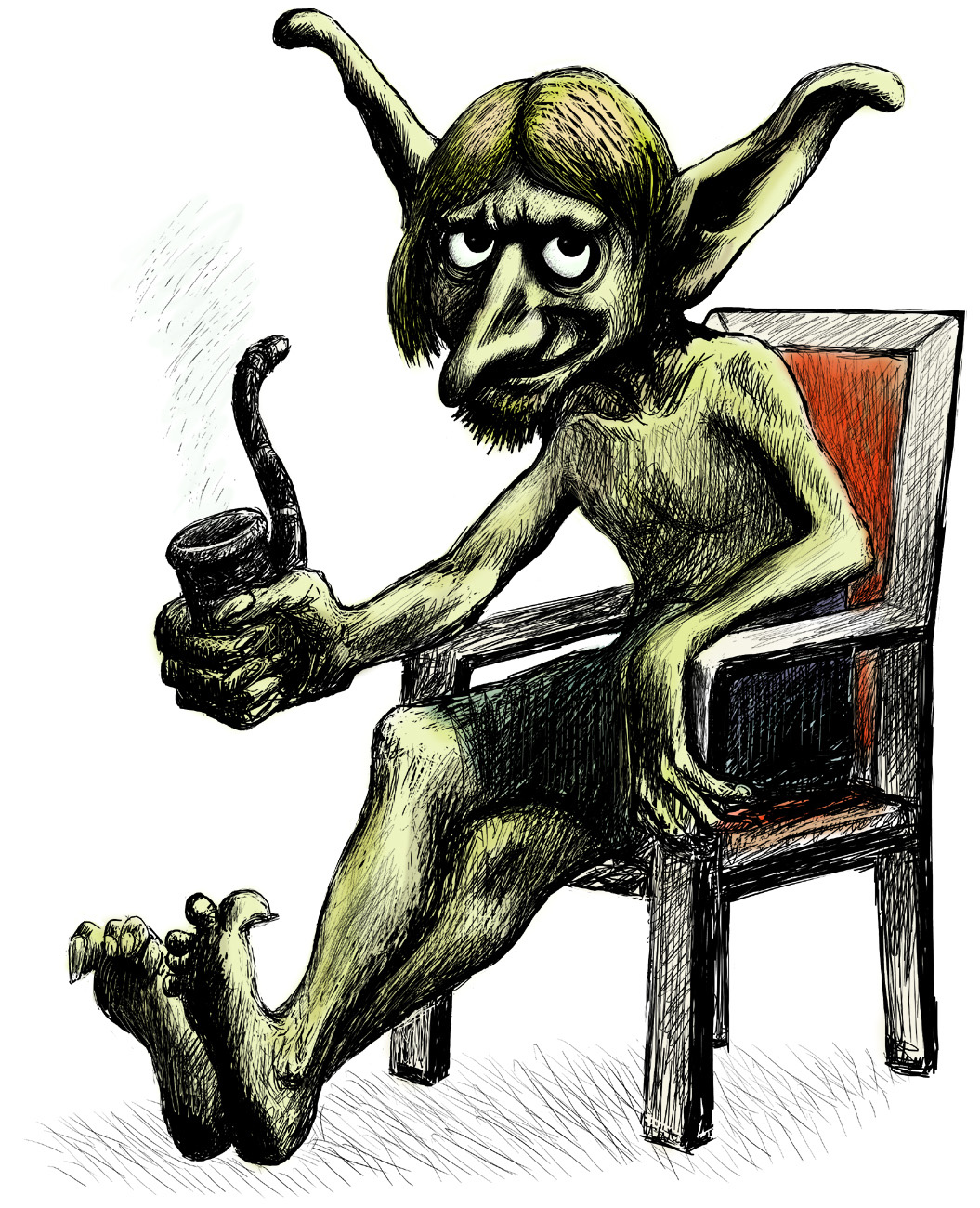
コボルトの図

コボルトは精霊であり、本来は精霊界の住人である。しかし他のヨーロッパの精霊の共通点として、生者ととなりあわせに存在している。
コボルトは、人間（特に幼児）、人間以外の動物（猫など）、火や、生命のない物体の姿で現れるという。

### 外見

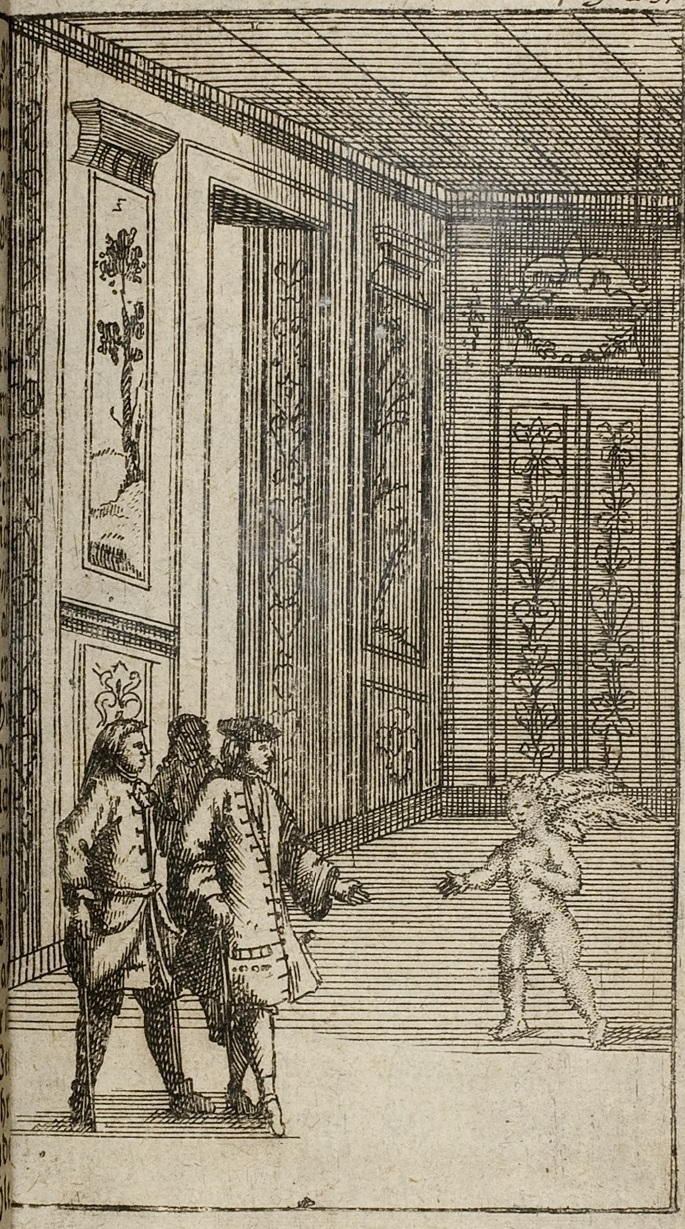
有翼のヒンツェルマンが屋敷にとりつく―フェルドマン（1704）『Der vielförmige Hintzelmann』、第2章。

コボルトは、少年のような姿と『ブロックハウス百科事典』（1819年版）には記述されていたが、のちに、あごひげをたくわえた老人のようだと一転する（1885年版）。 ただ実例が乏しく、挙げられるのは一例に集まっている。
グリムの『ドイツ伝説集』、第71話「コボルト」では、綺麗な上着を着た子供の姿で目撃されるとしている
また、少年のような姿というのは、（上の § 獣形名でとりあげた）ヒンツェルマンの1704年刊行本の挿絵と合致するが、有翼のキューピッドか智天使のような絵面になっている（右図参照）。
しかしヤーコプ・グリム『ドイツ神話学』（1875年）で、コボルトの外見について赤毛と赤いあごひげの姿が多いという概説した。ただし、その伝承の原典を明記しないので不詳である 。一方、ジムロックの『手引書』でうは、「小人」全般（森の精霊、家の精霊、地下の精霊、ドワーフ）のおおよそな特徴として赤毛や赤ひげ、赤い衣装がありがちという解説がある。そして「ひげ」例としては、シュヴェリーン城のペーターメンヒェンで、白いあごひげを示している。そしてメックレンブルクのコボルトが長い白髭をたくわえ、フード（Kapuze）を被るとの例を、ヴォルフガング・ゴルター『ドイツ神話学手引書』が挙げているのも、 じつはこれもまたペーターメンヒェンである。
コボルトが少年の姿で現れる件に関連して、その正体は夭折した（殺された）子供の例であるという言い伝えが存在する。そして、死んだときのそのままの（ナイフが刺さったまま、など）無残な姿で現れることもあるという（詳細は § 子供の霊が正体を参照）。
逸話によっては、仕事を求める牧童（羊飼い、牛飼い）のようないでたちでひっこり現れるという。
ある19世紀の証言では、黒色の皮膚をした鉱山のコボルトを、夫婦でなんども見かけたとしている（ § 鉱山からの来訪）。
Ａ・フランクリンのまとめでは、身長60cm、緑か、濃い灰色の肌をして、毛がふさふさとした尻尾と毛深い脚を持ち、手を持たない、という姿で、三角形の帽子に先のとがった靴を履き、赤か緑色の服を着た姿であるとする。

### 赤帽
コボルトの赤色のとんがり帽子はドイツ特有ではなく、ノルウェーのニッセ（トムテ）と共通する特徴だとグリムは認めている。 色指定はないが、ヒュートヒェン（「小帽子」）という、フェルト帽をかぶった家の精霊が例にあがる（ § 衣装名称を参照）。
コボルトが赤帽と、防御的な長靴を履くというまとめは、ゴルター（1908年）にもみつかる。グリムは、家の精霊がもつ不思議の靴や長靴は、難航な土地もものとせず素早く走破できるアイテムとしており、おとぎ話の七里の長靴と比較している。
ニスプーク（Niß Puk, Nisspuk、異表記 Neß Puk。英国の「パック」と同根語） が子供のように小柄で、赤帽をかぶるという伝承は、デンマークに接したドイツ北部 シュレースヴィヒ＝ホルシュタイン州の各地にみられる。
カール・ミューレンホフは、シュヴェルトマン（Schwertmann）というシュレースヴィヒ＝ホルシュタイン州のコボルト伝承を紹介する。当該伝承の所在は、同州クレンパーマールシュ・シュタインブルク地区内レートヴィッシュとされる。シュヴェルトマンは、「雷穴」（dönnerkuhle、標準語dönnerkuhle、すなわち落雷で形成された地面の竪穴）に棲まうとされたが、「大きな水たまり」になっていたところだとミューレンホフは解説している。そして、この水穴からでできて、村に悪戯をしかけもするが、手助けになることもするという。火の姿で現れることもあり、靴を贈物とすると喜ぶが、燃える足であるためすぐに劣化してしまう。また、シュターペルホルムの住民によれば、ニスプーク（Niß Puk）は、1歳か1歳半（ある者は3歳児くらい）の見かけで 、"大きな頭、長い腕、小さいが光り輝く狡猾な目"をしている 、"赤いストッキングと、灰色か緑色で丈の長い、[厚手の]ドリル布地の上着と.. 赤とんがり帽"を着用するという。
プークの伝承は、当方のポメラニア地方に至っており、今ではポーランド領になっている東ポメラニアからも採取されていた 。ニスプークは、"赤ジャケットとキャップ"を被るものと、旧ウッカーマルク西部には伝わっていた。またプークス（pûks）について旧スヴィネミュンデ（現シフィノウイシチェ）では、ある男が家を改築すると、運が失せ、元の古い角材を再利用した隣家に移ってしまったという逸話が語られる。プークスは「[つばが]跳ね上がったような帽子（aufgekrämpten Hut、二角帽子か）を被り、赤ジャケットにはきらめくボタンがついていたという。

### 透明化と正体

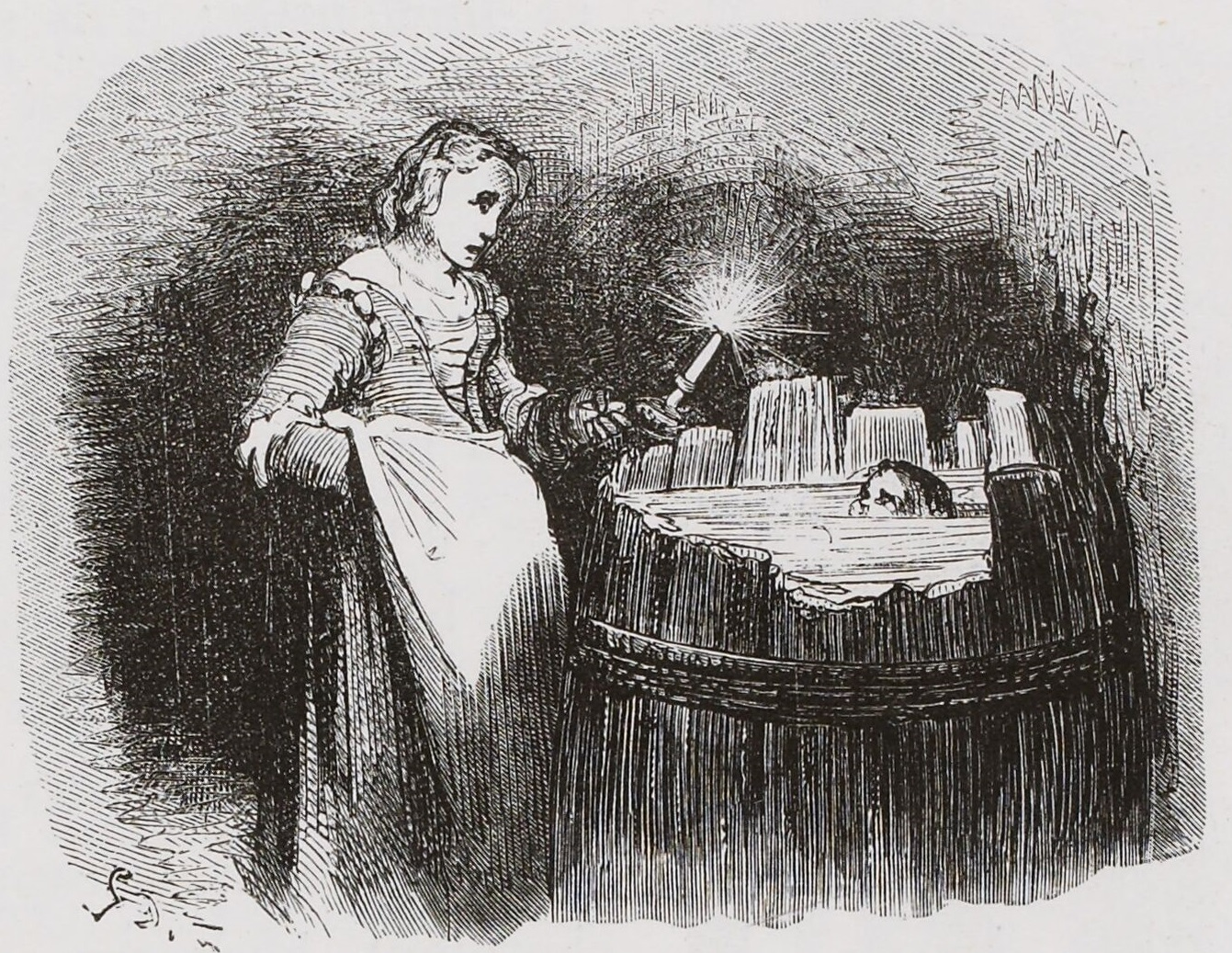
台所女中が、ヒム（というコボルト）に逢いに行くと、死んだ子供が血だまりの樽に浮かんでいた―ギュスターヴ・ドレ（画）、 Saintine 編『Mythologie du Rhin』（1862年）より

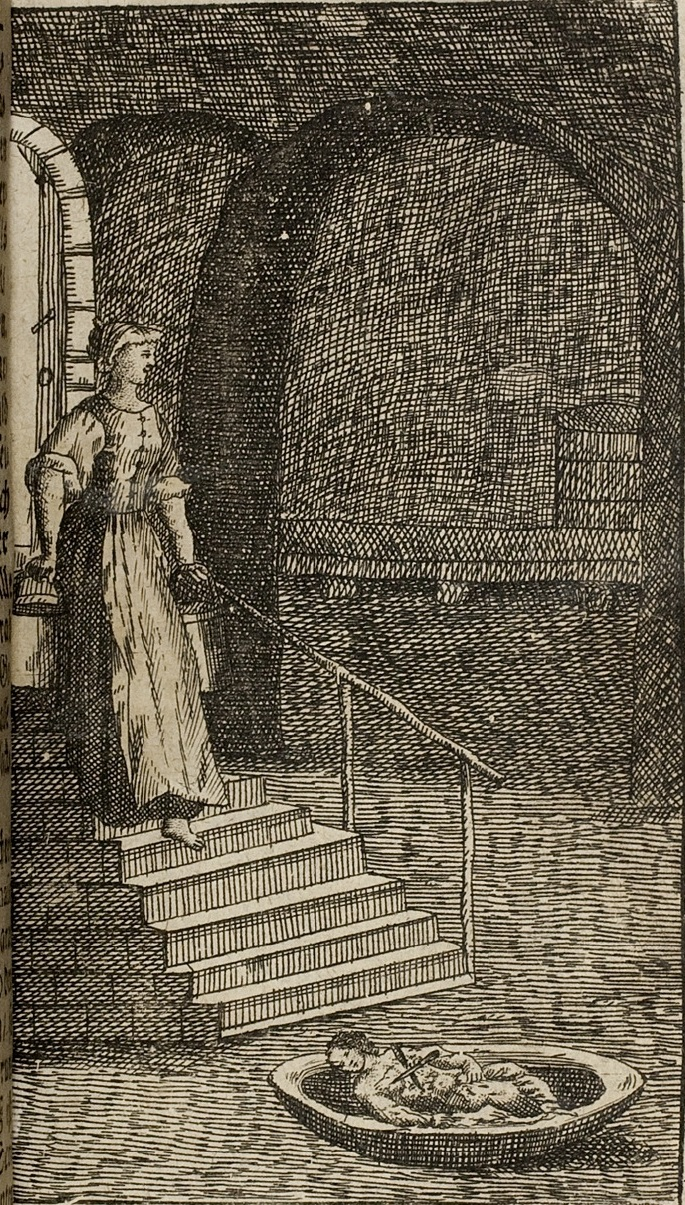
女性料理人が、ヒンツェルマンを逢いに地下蔵にいくと、心臓にナイフ二本を突き立てた子供の死体が―フェルドマン（1704）『Der vielförmige Hintzelmann』、第18章。

コボルトがふだんはけっして姿を見せないということはクルト・ヒムゲンまたはヒム（Kurd Chimgen, Chim）の伝説にみえる。好奇心を抑えきれない台所の女中が、姿を見たいと語ると、家の精霊は、恐ろしいことになるからやめるように勧めた。しかし女性が後に引かず、地下の蔵でおちあうことになった。そのときにはバケツ二杯の水を持ってくるように、と指示して。女中が下りてくると、果たしてそこにいたコボルトは、ナイフが突き刺さった裸の幼児であった。女中は卒倒するが、持参した水をかけられて蘇生した。
異聞では、女中がお気に入りのコボルトのハインツライン（Heinzlein）に迫って真の正体を見せるように迫り、地下蔵にいくと、そこには死んだ赤子が、血水でいっぱいの樽に浮いていた。何年も前に、その女中はててなし子を出産して殺し、樽に隠したのであった。

#### 子供の霊が正体
サンティーヌの著書（1862年）は上の説話に関連して、コボルトは子供の霊であるが、尻尾がついているようなのは、殺害に使われたナイフの名残だいう言い伝えがあるとする。原典のプレトリウス（1666年）はそこまで言わず、 ナイフが刺さった子供の姿であらわれたのならば、そのような殺害方法で亡くなったままの死にざまを見せているのだとしている。
コボルトの正体が、キリスト教の洗礼を受けないままに夭折した子供の霊であるという言い伝えは、たとえばフォグトラント地方などで19世紀にも顕在であった。また、ギューテル/グーテル（gutel）についても同様な信仰がエルツ山地に見られた。また、魂ゆえに「火そのものの」姿でさえも現れることができるのだともされている。
グリムはまた、未洗礼の死児が、ピルヴァイセ/ピルヴァイゼ（pilweisse/pilweise）すなわちビルヴィスとなるという伝承があり、 これが馬小屋のコボルトのシュレトライン（schretelein）に関連するという（シュラートを参照）。また、ドイツ語でイルリヒト（Irrlicht）といえば、「ウィル・オー・ザ・ウィスプ」に同定できるが、 アルトマルク南部ではディッケポーテン（Dickepôten）と呼ばれ、未洗礼の子供の霊だと伝わる。

### ゴルデマール王の気配
ゴルデマール王はハーデンシュタイン城に憑いたと知られるコボルト伝説がある。 ゴルデマール王は、人間の王であるハーデンベルクのネーフェリンク（Neveling）王と同じベッドに同衾したと言われる。また、食卓では自分用の席を設けることや、馬小屋にも自分の馬房が必要だとしていた 。姿を見せたことはなかったが。城主が触りたいと所望したのに大路太とされる。その手は"カエルのように細く、冷たく、触るとやわらかかった"。ある男がもくろみ、床に灰や豆をぶちまけて足跡を見ようとすると逆鱗に触れ、ずたずたに切り裂かれ、焼き串に刺されて炙られ、頭や足は茹でられ、食べられてしまったという。

### 火の現象

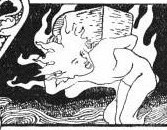
フォイアーメンライン（「火の小男」）―フランツ・シュタッフェン（画）、ヘルツ作『Bruder Rausch: ein Klostermärchen』第10章（1922年版）。

コボルトは、ゆらめく火の帯のような形であらわれ、頭部のような部分もついていると言われる。しかしこの火が着地すると、黒猫の姿になりかわるのだという（ザクセン州、アルトマルク地方） 。同じような伝承は、東ポメラニア地方のスヴィネミュンデ（現シフィノウイシチェ）のドラク（drak）についても知られていた。
同時代頃の伝承では、ブランデンブルク州のルッケンヴァルデに近いPechüle村で、ドラク（「竜」の意味のDracheの転訛ではないかと思われる）というコボルトが、青色の帯となって穀物を運ぶと言われた。もしナイフや火かきの鋼棒を投じれば、それははじけ、運び荷は墜落してしまうのだという"。 また炎状のコボルトは、煙突を利用して家を出入りできるのだという。ウッカーマルク西部、1852年の日付で伝わる伝説では、コボルトには人のようで炎のようでもある属性を兼ねているとし、赤いジャケットやキャップを着用しながら、火の帯として移動するという。こうした炎の形態や、「ドラク」という名称も、コボルトと竜伝説とのなんらかのつながりを示していると思われる。
英国では、ファイアー・ドレイクという名称が、シェイクスピアの時代頃にはウィル・オー・ザ・ウィスプのことを指すこともあった。「ファイアー・ドレイク」を、ポメラニア地方の「ドラク」 の訳語にも充てたジョージ・ライマン・キトレッジは、さらなる解説において、ドイツのウィスプ、すなわちイルリヒト（Irrlicht）やフォイエルマン（Feuermann、「火男」）と、ドイツのファイアードレイク、すなわちドラクは、習合されて区別は困難だと説いている。イルリヒトすなわちドイツの人魂も、未洗礼の子供の魂だという信仰があると記述しており 、すでにみたコボルトの信仰と重なっている。また、フォイエルマン（ラウジッツ伝説集）は「森のコボルト」（Waldkobold）であるが、家の中に侵入し、ヴェンド人の「竜」と同様、煙突や暖炉に巣食うとしている。
『ドイツ俗信事典』（HdA）の「コボルト」名称では「火の形態」という部類はなく、「竜名称」となっている。すなわち、ドラク、アルフ、ロートヤクテ（Dråk, Alf, Rôdjackteは、燃えた干し草棒（干し草を支える支柱Wiesbaum）のような姿で宙を飛び、穀物や金を追って運ぶのだという伝承がポメラニア地方にみられることを理由として、いずれも「I部類ドラゴン名称」に置かれている。同地方には、これら精霊が卵より産まれる伝承があり、バジリスクや竜ともつながると考察される。（次節、 § 動物形態を参照）。

### 動物形態
コボルトは、人間以外の動物に化けても現れる。例えば猫やニワトリなどである。ポメラニア地方の幾つかの話例では、コボルト、プーク、またはロートヤクテ（rôdjakte/rôdjackte、「赤ジャケット」）という名の精霊が、 が黄身の無い卵（スポーアイ/スパーアイ Spâei, Spareiなどと称す）から孵化するという伝承がある。またコボルト（ないし「赤ジャケット」）が猫の姿で現れる話や、プークが雌鶏の姿の話もみえる。これらの話例と、バジリスクがニワトリの卵より孵るという伝説には関連性が指摘される。
アルトマルク地方では地上では黒猫姿になりかわる、火の帯の形態のコボルトがいると既述した。ヒンツェルマンの逸話では、黒貂（ドイツ語: schwartzen Marder）や大蛇になりかわっている:111。
ある語彙集では、フランス語で狼男を意味する「ルーガルー」（loup-garou）に対して「コボルト」を充てている。 コボルト考察でこれと接点があるのは、「狼男」に変身できるという魔術師と、シュラート（森の精霊、地域によってはコボルト）の関連性で、共通特徴として、いずれも一本眉持ちだと偏見されている。
これでもコボルトが変身できる動物の数々を列挙しつくしたわけではなく"犬、雌鶏、赤や黒の鳥、雄ヤギ、竜、炎系、青っぽい形態"になれると『ブロックハウス百科事典』にみえる。ランケ（1910年）も、似たような動物を列挙する中で、マルハナバチ（Hummel）にも変身できるとする。

## 行動や人間との交流
コボルトは害虫駆除や、厨房では食器の洗い、また畜舎の掃除や世話を代行してくれるといわれる。
ヴォルターケン[ス]wolterken[s]については、馬小屋にいる馬を（馬ぐしで）しごき、豚に餌やりして太らせ、水を汲んで牛に与えるなどしたといわれる。

### 供物と報復
コボルトは、毎日、同じ場所で同じ時刻に食べ物が出されることを要求する。
しかし、かわりにコボルトは、その宿である家屋の運営のために非常に几帳面によく働くことでも知られる、とヒンツェルマンの例にもみえる。19世紀のドイツの成句では手際よく働く女性の事を「コボルト持ち」（"sie hat den Kobold"）などと称した。
コボルトを粗末にして癇に触れると、悪意をもって報復される。 館の人間は、超自然的な病を発したり、容姿がくずれたり、怪我を負うといわれる。また悪戯程度に、使用人を叩きのめすこともあれば、ひどい侮辱であれば殺してしまう事すらある。
メクレンブルク城のヒメッケン（Chimmeken）説話（上述、1327年の故事）では、精霊のために供えられたミルクを厨房の小僧（Küchenbube）が盗み飲んでしまい、その後、小僧のバラバラ死体が鉄釜の湯の中に浸かっていたという。これに対し、プーク（pück）とはより友好的な関係をたもって用務を代行してもらったのが、メックレンブルク修道院だとされる。その精霊は報酬として、たくさんの鈴をつけたチュニックを進呈されたという。
似たような報復劇は、「小帽子」ヒューデケン（Hüdeken、異綴り： Hütgin）もおこなったとと、ヒルデスハイムの年代記（1500年頃）に伝わっている。ヒューデケン（ヘーデケン Hödekinとも）は、小僧が厨房の汚物をひっかけたことへの報復に、睡眠中の小僧を縊り殺し、バラバラ死体を鍋に入れて火にかけておいたという。料理長が、この悪戯に文句を言うと、ヒューデケンはガマガエル毒を司教用に調理中の肉に絞りかけた。さらには、料理長を幻の橋までおびき出し、堀に転落させた。 後の展開として、ついに司教はその祈祷文（Beschwörung）の霊験でもってヘーデケンを祓ったといわれる。
マックス・リュティの考察では、家の精霊にこのような強大な力があると信仰されるのは、そうい迷信信者が精霊に対していだく恐怖心の表れだとしている。 
家の精霊に供えられる貢物は、ミルクのパンとの取り合わせということも多い。『変幻多彩なヒンツェルマン』の版本（1704年）では、その家の精霊用の個室のテーブルに、白いパンを千切って散らした鉢盛りの甘いミルクを置くことになっており、挿絵もある。またアルトマルクの語彙集にもやはり、供物がミルクとロールパン（Semmel）だと記載される。また、サンティーヌによるフランス語の再話では、パナード（ミルクとパンのスープ）の供物であったとする。
文豪のハンリヒ・ハイネは、このヒルデスハイムの説話の考察のなかで、スカンジナビアの精霊ニッセの大好物が麦粥であることと対応させている。

### 牛乳桶やバター
ある伝承ではコボルトは入居すると木片（おがくず、 Sägespäne）を散らばらせ、牛乳桶に土や糞を入れるのだという。いわば洗礼で、家の主人が木片（おがくず）をそのままにし、汚い牛乳を飲むならば、コボルトに気に入られ、家に居着くのだという。
また、供物がバターな例もある。シュレスヴィヒ＝ホルシュタイン地方のヴィーディングハルデ村のボンビュール農場（Bombüll）に居着いたというニスプークは、乳牛の餌の世話などをよくしたが、報酬として毎晩、更に一切れのバターを置いて挨拶せねばならなかった。これを怠ると、プークはいっとう乳の出がよい乳牛を縊り殺してしまうのである。
南チロル （現在はイタリア領、レノン）のウンターイン村のシュティールル農場（Stierl）では、農婦がいくら牛乳桶（Kübel） を攪拌してもバターが得られないトラブルが発生した。農夫はコボルトのしわざと決めつけ、地下に棲んでいるクレール・アンダーレ（Kröll Anderle）という魔法書に詳しい奇人に 、精霊を出しぬいてバターを生成する方法を説かせた。その教え通り、熱した焼き串を突っ込んで、軒下に移動した桶を攪拌するとバターづくりは成功した。しかし焼き串を食らったコボルトは、仕返しに焼け木杭を持ってきて農夫の妻に後遺症のやけどを負わせた。

### 善悪の両面
アーチボルド・マクラレンは、コボルトの素行は、そのまま家庭の徳を反映すると説いた。 善なる家庭には世話好きでよく働くコボルトが宿り、罪深い家庭には意地悪で悪戯好きなコボルトが憑いてしまう。素行を改めれば悪さもしなくなる。ヒンツェルマンは、浪費や吝嗇や傲慢などの罪を嫌い、これを懲らしめている。傲慢なフーデミューレンの書記官が部屋女中と睦んでいたときを狙い、割り込んで入って箒の柄でしこたま叩いた。 ゴルデマール王は、聖職者が秘密にしていた羽目外しを暴露して困らせた。
たとえ友好的なコボルトでも、まるっきり善良ではなく、家憑きのコボルトは、理由もなく悪戯をする。物を隠し、何か拾おうと屈みこんだ人を押したり、夜間に音を立て安眠妨害をする。ヒルデスハイムのヘーデケンは、城館の壁を徘徊し、夜警が怠らないよう見張っている。 ベルリンのケーペニックから向かってヴェンディッシュシュプレー川沿いに1ドイツマイル（7.5 km）程[南か東南]に離れた漁師宅に出たというコボルトは、漁師たちが眠る間、体を動かして頭と足指が並ぶように揃えたという。ゴルデマール王は、竪琴を弾いたり、さいころ遊びが好きだったという。

### 幸運
コボルトは家に穀物や黄金のかたちで家に富をもたらすという。そのようなコボルトはドラクなどの名称で知られる。ザータ―ラントや東フリースラントの伝承では、幸運のコボルトががアルルーン（Alrûn、ふつうは「マンドレイク」の意）という名称で呼ばれる。東フリースラントのノルトモール（Nordmohr/Nortmoor）の説話では、1フィートほどの身長の精霊が、毎日、家の住人をまかなうほどの量のライ麦を口にくわえて運ぶことができ、駄賃としてツヴィーバック（ラスク、ビスケット）とミルクの配給があれば仕事をやり続けるという 。コボルトは、宿り主の面倒がよければ、幸運を運び、用務をこなしつづけてくれるという。
ヘーデキンは、ヒルデスハイム司教に、殺害事件の予告をおこなった。司教はいちはやく手回しして犯人の貴族の領地を教区領に収め、精霊はその城館に取り憑いたのである。
家の精霊がアルルーン（マンドレイク）と呼ばれる地域では、そのような人形が瓶入りで販売されていた。これは純粋なマンドレイク種の植物ではなく、土着の植物の根を加工した人形であったことは既に述べた:316。成句に「アルルーンを懐（ポケット）に持つ者」があるが、これは「遊戯（賭け事）に運つきがある者」の意である。コボルトの恩恵は、隣家に奪われることもある。よって、コボルトの恵みは、災いつき、悪魔つき、などとも囁かれる。しかし、農夫は悪戯などにもめげず、恩恵を目当てにコボルトの供物を捧げ続けるという。また、一家がいきなり一財産を手にしたりすると、新しく住みついたコボルトの仕業ではないかと流言される。

### 駆除
コボルトの悪戯に辛抱できず、駆除に踏み切ったという説話も伝わる。ある男は、納屋に住み着いたコボルトを追い払うため、藁を手押し車に載せて放火して全焼させ、やり直そうとした。しかし、馬に乗って旅立とうとすると、後ろにコボルトが座っており、 「いいかげん、おいらたちここらを（一緒に）出ていく頃合いかと思ったよ」などと語りかけた。 ベルリンのケーペニック地区の伝承では、コボルトに憑かれた家から引っ越ししようとした男がいたが、コボルトも共に移住する準備をしているのをみて、縁はやすやすと切れないものと断念した。
キリスト教聖職者が悪霊払いに成功した例もあるといわれる。ヒルデスハイム司教の城館のヘーデキンは、司教が教会の祈祷文を使って追い払ったという。しかしフーデミューレン城のヒンツェルマンを祓おうと貴族が失敗、その後、聖なる祈祷書を携えたエクソシストも追放に挫折し、けっきょく最後にはヒンツェルマンが自らの意志で城を去っている。
コボルトをののしると、追い払うことができることもあるが、呪いをもらってしまうかもしれない。ゴルデマール王は、その姿をとらえようともくろんだ者に立腹して城を去ったが、自分の加護にあったときの幸運とは裏腹に、同じくらいの悪運に見舞われるだろう、と言い残した。

## 他の特殊なコボルト
鉱山の精霊をコボルトとみなす向きもあることは既に説明済みだが、他にも家ではなく店や船に取りつく精霊でも、コボルトの仲間に加える文献もみえる。
クラバウターマン（以下、 § クラバウターマン参照）は、バルト海の漁師や水夫のあいだでひろまった船の精霊の言い伝えである。アーダルベルト・クーンは、北ドイツ方面でKlabåtersmanneken という語形で記録し、プークセ（Pûkse）と同義としている。これは粉ひき小屋や船に取りつき、供物にされたミルクに養われ、乳牛の搾乳や、馬の毛づくろい、厨房の手伝い、甲板のブラシ掛け掃除などをおこなうという。
ビアエーゼル（「ビールのロバ」の意）は、ビールの醸造所および宿屋やパブのビール蔵に巣食うという、コボルトのたぐいともいわれる精霊である。これは家にビールを運んだり、テーブルを拭き、ボトル、グラス、樽などを洗ってくれるという。駄賃にはビールをひとジョッキ（Krug）置いておかないと、起こって何もかも割って破壊しかねない 。

### クラバウターマン

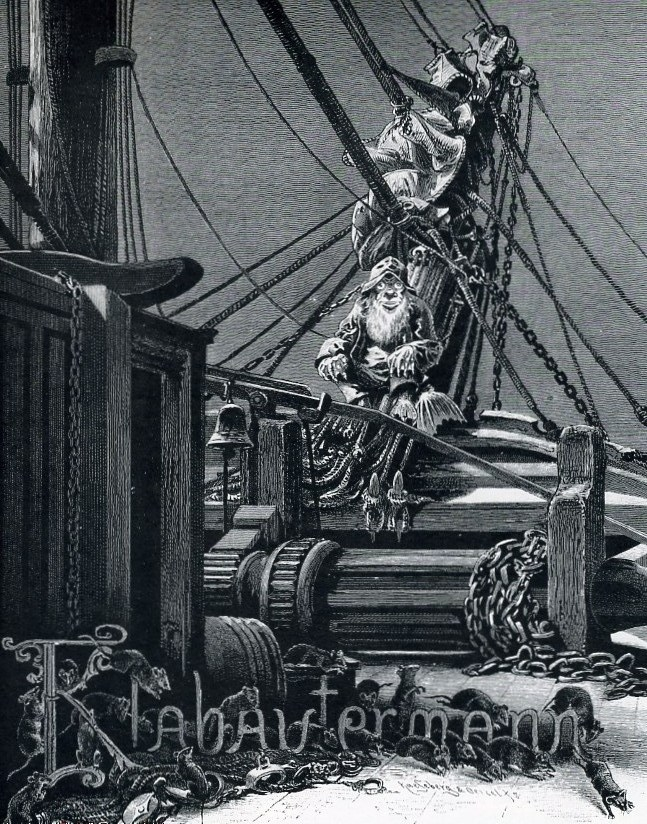
船上のクラバウターマン―『Buch Zur See』（1885年）

クラバウターマンという船の精霊が、バルト海を航行するドイツやオランダ人水夫や漁師のあいだで信じられてきたが、これは「船のコボルト」だとも解説され、ときたま「コボルト」の異名で呼ばれることさえある 。
クラバウターマンは小人だが、パイプをふかし、赤や灰色のジャケットを着ている、あるいは黄色い服と、寝間着用の帽子らしきを被っている、とか、黄色いホーズと乗馬ブーツを履き、とんがり帽子を被るともいう。
クラバウターマンは、有益で船員の用務をこなしてくれる側面もあるが、邪魔や有害にもなりうる。手伝うときは、例えば船倉から水を吸い上げたり、積荷を整理したり、穴があけば金づちで打ってふさいだりもする。しかし、悪戯も好きで、船具の縄がからまったりするのはその精霊のしわざにされる。
クラバウターマンは、船に使われた木材と深く関係するとされ、いわば材木に忍んで船に入り込むとされる。また大工の姿で現れることもある。また、洗礼できずまま子供が荒地の木の元に埋葬されると、その魂が木に乗り移り、木材が造船につかわれると、船にクラバウターマンとなって取りつくのだと言われる。

## 類型
家の精霊たるコボルトに相当するドイツ語圏外の妖精には、デンマークのニス、スウェーデンのトムテ、スコットランドのブラウニー、デヴォン州のピクシー（pixy）、イングランドのボガートやホブゴブリンが挙げられている。 
「鉱山につく」ものや「地下の精霊」（「ノーム）など「鉱山コボルト」を延長線上ににいれるならば、その同系に英国コーンウォールのノッカーやイングランドのブルーキャップ、ウェールズのコブラナイ、アメリカのトミーノッカーがいるとされるる。
アイルランド出身のトマス・カイトリーは、ドイツのコボルトやスカンジナビアのニッセのほうが、アイルランドの妖精やスコットランドのブラウニーよりも古来であり、ケルトのシー (妖精)は、ゲルマンの妖精の影響を受けているという見解を示したが、近年の民俗学者 リチャード・ドーソンがくわえた批判によれば、カイトリーはいわばグリムの門下生であったために、古代ゲルマン由来でいろいろな民間伝承を説明したがる先入観が強かったとしている。

## 文化

### 純文学
ドイツの作家は、詩文学も散文文学も、長らくドイツの民間伝承・妖精伝説から材料を取材してきた。民話や童話を創作文学に起こした例も多く、コボルトを主題したものも含まれる。 
マルティン・ルターが手掛けたドイツ語のルター聖書では『イザヤ書』第34章第14節のリリスを「コボルト」と訳すなどしている。
ヨハン・ヴォルフガング・フォン・ゲーテ『ファウスト』の中で、四大元素を司る四大精霊のうち、土の元素を指すものとして出る
すなわちパラケルススの連勤学説では「土の精霊」は「グノーム」であるが、これを「コボルト」に置きかえてさしつかえないとゲーテは考えていたのである。なお、ファウストの第二部、5848行では、ゲーテはこの土の精霊をギュートヒェン（Gütchen、上掲の　Güttel 等と同語）で表している。

### 戯曲や音楽化
ジークフリート・ワーグナー作詞・作曲のオペラ（3幕）「コボルト Der Kobold」（1903年）がある。
また、エドヴァルド・グリーグの抒情小曲、Op.71・第3番「小妖精」のテーマはコボルトである。 
東ドイツの人形劇にはピティプラッチュ（Pittiplatsch）というコボルトのキャラが登場した。コボルトの プムックル（Pumuckl）は子供向けラジオ番組から発展した（1961年）。

### ゲームおよびファンタジー
ロールプレイングゲームを創始した『ダンジョンズ&ドラゴンズ』シリーズがコボルドを採用したのがその嚆矢であるが、80-90年代頃の同作では、コボルドは臆病だが残酷な、小柄で犬に似た頭部に角を生やし、鱗を持つ人型生物とされていた。その後に続いたゲーム・ファンタジー作品においては、犬のような頭部という側面が強調されたことで、体毛のある犬のような人型生物という表現もされるようになる。だが2000年に展開が始まった『ダンジョンズ&ドラゴンズ第3版』で、コボルドはドラゴンの血を引くと自称する爬虫類型人型生物として描かれるようになり、それ以降はこのイメージが大きく広がることになった。
日本においては、アメリカからゲーム的ファンタジーが輸入された時期に影響力のあった犬獣人の姿で描かれることが多い。特に『ウィザードリィ』シリーズにおいて、輸入版のイラストレーションを担当した末弥純によって狗頭そのものであるように描かれたことは、このイメージの流布に大きく寄与している。
コバルトの鉱物にまつわる伝承が反映されてか、『ダンジョンズ&ドラゴンズ』では有能な鉱夫とされる。『ソード・ワールドRPG』などの背景世界であるフォーセリアにおいては銀を腐らせるという言い伝えを持つ。これを受けて、ソード・ワールドと同世界であるロードス島を舞台にした水野良『新ロードス島戦記』においては、コバルト（作品中では「腐銀」と表記）を釉薬に用いて陶磁器を作製する描写がある。『アルシャード』では、ミスリル（銀秘石）をコバルト（蒼魔石）に変えてしまう魔力を持つとされている。
また、新たな解釈として、上記外見から「犬のように人なつこく友好的」なモンスターとして描かれる場合もある。『ロードス島戦記』のアニメ版では、初期ダンジョンズ&ドラゴンズの設定を受けて、コボルトを犬のような種族に描写しており、この影響でのちのちの日本製アニメでは、コボルトを犬人族のように描くことが多い。
『リネージュ』においては、上記の犬のような人型生物という外観で、こん棒を武器として戦うモンスターとして登場している。戦闘力の低い種族として描かれ、序盤においてプレイヤーが少ない被害で倒すことができるという位置づけにおかれている。
ちなみにファンタジーのモンスターとしてのコボルトは、英語読みでコボルドと表記されることが多い。ロールプレイングゲームが知られ始めた昭和末期にはロールプレイングゲームを紹介する書籍などにおいてコポルドという誤記も見られたが、周知が進むにつれ消えていった。
また、1970年代には日本でコボルト人形が販売され、人気を集めた。プラスチック製で、星座によって色が決められていた。ドイツの森に帰らなければならないため、願いが叶ったら土に埋めるという設定になっていた。2000年以降では真上犬太『かみがみ～最も弱き反逆者』Shiba『コボルト無双』などの和製コボルトを主体とした小説なども発刊されている。
欧米産のファンタジー系ゲームでもコボルトの採用は多く、　『クラッシュ・オブ・クラン』や『ハースストーン』などでは初級レベルの敵モンスターで登場する。
　『ダークエイジオブキャメロット』では、プレイヤー設定で選択可能な種族として使われる。　『World of Warcraft』シリーズではネズミにも似たNPC種族である。また、テーブルトークRPGの『マジック:ザ・ギャザリング』にも登場する。『ダンジョンズ&ドラゴンズ』（D&D）におけるコボルトは、プレイ可能（プレイヤーの種族設定が可能）なこともある、トカゲ似の種族である。 『マイト・アンド・マジック』（特にMight & Magic Heroes VII）ではマウスとドワーフの交配種のように描写される。
ニール・ゲイマン作『アメリカン・ゴッズ』では、ヒンツェルマンが太古のコボルトとして登場し、レイクサイド都市を加護するが、見返りに毎年ティーンエイジャーの生贄を要求している。
ロイス・マクマスター・ビジョルド作『スピリット・リング』では、採鉱のコボルトが主人公を援け、ミルク好きの性格をもつ。著者解説でビジョルドは、コボルトの発想を、アグリコラ著『金属について』のフーバー夫妻による英訳から得たとしている。